# اچ‌ام‌اس ویندکس (دی۱۵)
اچ‌ام‌اس ویندکس (دی۱۵) (به انگلیسی: HMS Vindex (D15)) یک کشتی بود که طول آن ۵۲۴ فوت (۱۶۰ متر) بود. این کشتی در سال ۱۹۴۳ ساخته شد.